# Henclová
Henclová est un village de Slovaquie situé dans la région de Košice.

## Histoire
Première mention écrite du village en 1548.

## Démographie

### Évolution de la population
| Année:               | 1994. | 2004.    | 2014.    | 2024. |
| -------------------- | ----- | -------- | -------- | ----- |
| Nombre de personnes: | 148   | 118      | 101      | 101   |
| Différence:          |       | -20,27 % | -14,40 % | +0 %  |

| Année:               | 2023. | 2024. |
| -------------------- | ----- | ----- |
| Nombre de personnes: | 100   | 101   |
| Différence:          |       | +1 %  |